# Colonie internationale d'artistes de Grez-sur-Loing
La colonie de Grez est une colonie internationale d'artistes principalement scandinaves implantée de 1875 à 1900 dans le village de Grez-sur-Loing (Seine-et-Marne), à environ 70 kilomètres au sud-sud-est de Paris.

## Histoire

### Origines
Des artistes séduits par la beauté des paysages, les premiers étant dénommés Groupe de Marlotte, se retrouvent dès 1830 dans la forêt de Fontainebleau aux alentours de Barbizon, et essaiment le long du Loing à Samois-sur-Seine, Moret-sur-Loing, Marlotte et Grez-sur-Loing, communes devenant facilement accessible depuis Paris grâce au chemin de fer, et où règne une lumière exceptionnelle autour des étangs dans la forêt. 
Jean-Baptiste "Camille" Corot, fondateur de l'école de Barbizon, peint son Pont de Grez au début des années 1860 et y revient à Grez à plusieurs reprises. Les frères Jules et Edmond Goncourt, écrivains et critiques littéraires, résident fréquemment à l'hôtel Chevillon dès le début des années 1860 et participent aussi à la notoriété des lieux: « Nous voici dans une auberge de paysans, en pension à 3,50 francs par jour, habitant des chambres blanchies à la chaux, buvant du vin du cru, mangeant beaucoup d'omelettes. Mais il y a un verger, d'aimables figures de cabaretiers, une rivière à deux pas, où dans l'eau claire, l'on voit des poissons, un bateau, des lignes, une ruine à côté ».

### Artistes anglo-saxons
Grez accueille d'abord des Américains, des Britanniques et des Irlandais, souvent formés à l'atelier parisien de Carolus-Duran: John Lavery,  Frank O'Meara (qui réside plus de dix ans à Grez-sur-Loing), les frères Harisson, Robert Vonnoh, etc. Will Hicock Low, également écrivain, décrira l'histoire de ce foyer artistique anglo-saxon. 
Les artistes logent dans les pensions Chevillon (fondée en 1860, près du pont, par Paul et Virginie Chevillon) ou Laurent (aussi dite Hôtel Beauséjour, d'ambiance plus bourgeoise). La vie est caractérisée non seulement par l'émulation du travail artistique, mais aussi par une vie communautaire et des fêtes joyeuses.
À l'été 1876, l'arrivée de l'écrivain Robert Louis Stevenson, qui se consacre alors au voyage à travers la Belgique et la France, fait sensation. C'est à Barbizon qu'il rencontre Fanny Van de Grift, artiste-peintre américaine et sa future épouse, qui séjournait à Grez-sur-Loing.

### Artistes scandinaves

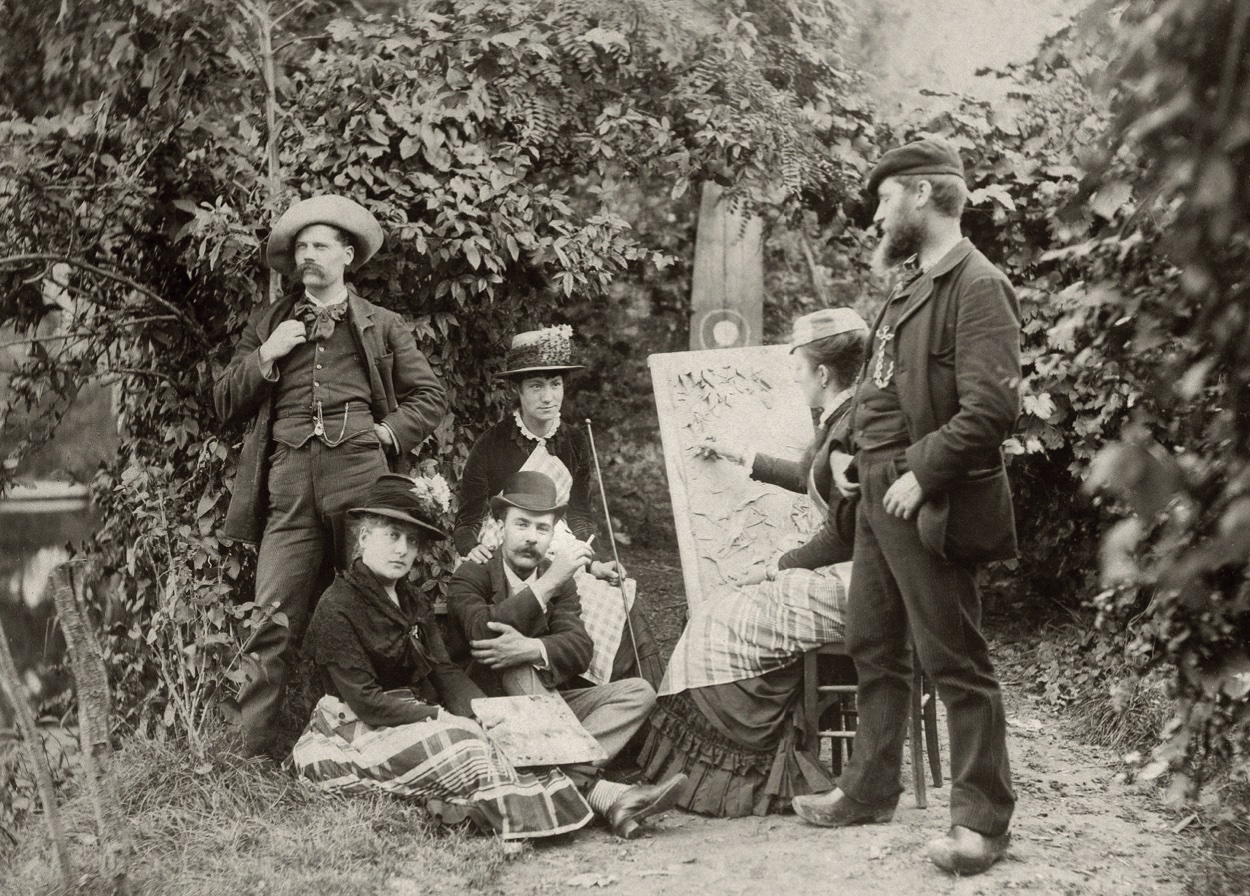
Grez-sur-Loing, 1883. De gauche à droite, Karl Nordström, Gerda Rydberg Tirén, Richard Bergh, Julia Beck, Carolina Benedicks-Bruce au chevalet, Nils Kreuger. Archive Fondation Brucebo, Visby.

À partir des années 1880, la colonie est dominée par les Scandinaves. Les jeunes peintres scandinaves, souvent en rupture avec le conservatisme de l'Académie des arts suédoise, et venus étudier dans les ateliers parisiens, s'y retrouvent afin de peindre sur le motif. Nombre des artistes suédois de Grez font partie du groupe des Opposants qui s'élèvent contre le classicisme de leur académie. La colonie, forte de 80 personnes environ, est étroitement associée à Carl Larsson, qui à la suite de Karl Nordström y séjourne à nombreuses reprises, y rencontre sa future épouse Karin Bergöö, et y dessine des motifs pour ses aquarelles. Des intellectuels comme l'écrivain August Strindberg séjournent également à Grez-sur-Loing. Julia Beck habite à Grez plusieurs années avant de s'installer définitivement en France, tandis que ses compatriotes regagnent la Suède. Elle développe à Grez son approche impressionniste des étangs et de leurs reflets changeants de lumière grise.
En 1893, Emma Löwstädt et son mari Francis Chadwick y rachètent l'ancienne pension Laurent. Mis en vente par la famille Chevillon en 1917, l'hôtel Chevillon cesse son activité dans les années 1950. En 1994, une association suédoise ouvre à nouveau l'hôtel Chevillon qui accueille la Fondation artistique de Grez-sur-Loing,.

### Peintres japonais
À partir des années 1890, des peintres japonais rejoignent aussi les rives du Loing comme Kuroda Seïki et Asai Chû (1856-1907), et jouent un rôle majeur dans la circulation de la peinture occidentale vers l'Asie.

Peu d'artistes français fréquentent la colonie internationale de Grez.

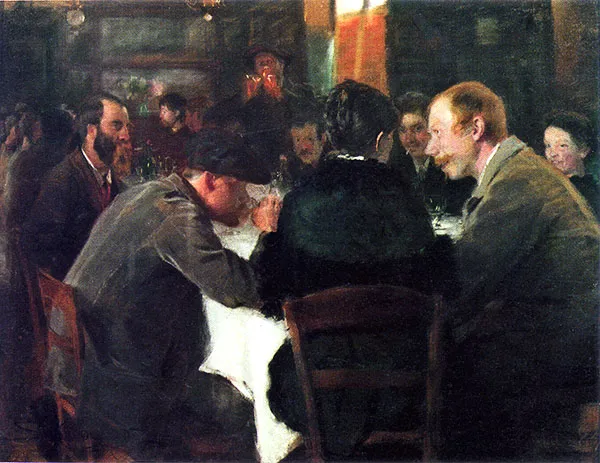
Peder Severin Krøyer, Petit déjeuner à Grez (huile),1884. Karin Bergöö est assise de dos ; à sa droite son mari Carl Larsson, puis Oscar Björck (avec la cigarette). À gauche de Karin, Karl Nordström, C.W. Jaensonet et Bruno Liljefors. Prins Eugen’s Waldemarsudde.

## Une communauté plutôt qu'une école
Grez est devenu un lieu symbolique dans l’histoire de l’art suédois, l'image d'une avant-garde culturelle scandinave prospère sur le continent, mais aussi une communauté parfois fortement mythifiée. 
Les similitudes entre les œuvres de Grez produites par des artistes de différentes nationalités s'expliquent en partie par des réalités locales (climat, végétation, lumière) et les influences des courants artistiques français, et l'émergence d'un style propre à Grez reste une discussion ouverte.

## Artistes rattachés

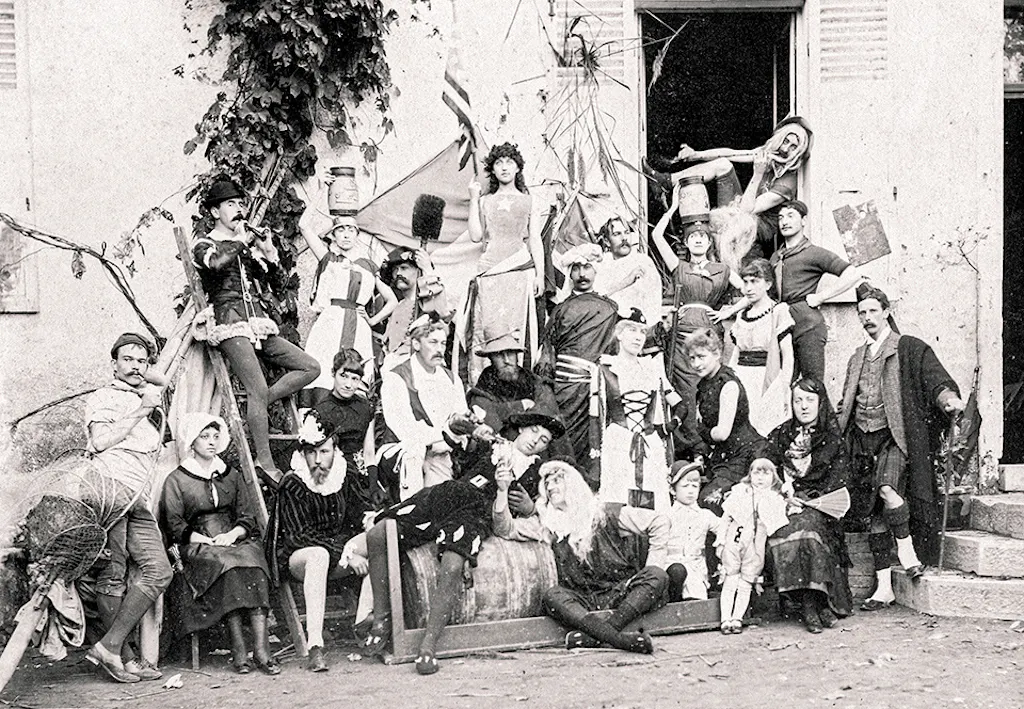
Le carnaval à la colonie artistique de Grez.

- Julia Beck (1853-1935)
- Carolina Benedicks (1856-1935)
- Richard Bergh (1858-1919)
- Karin Bergöö (1859-1928)
- Eva Bonnier (1857-1909)
- Nils Kreuger (1858-1930)
- Christian Krohg (1852-1925)
- Carl Larsson (1853-1919)
- John Lavery (1856-1941)
- Bruno Liljefors (1860-1939)
- Emma Löwstädt (1855-1932)
- Ernst Lundström (1853-1931)
- Karl Nordström (1805-1923)
- Georg Pauli (1855-1935)
- Peder Severin Krøyer (1851-1909)
- Frank O'Meara (1853-1888)
- Gerda Rydberg Tirén (1858-1928)
- Hugo Salmson (1843-1894)
- Kuroda Seiki (1866-1924)
- Christian Skredsvig (1854-1924)
- August Strindberg (1849-1912)
- Oscar Törnå (1842-1894)
- Robert Vonnoh (1858-1933)
- Anders Zorn (1860-1920)

## Fictions
- La vie des artistes scandinaves de Grez-sur-Loing a inspiré à Philippe Delerm le roman Sundborn ou les Jours de lumière, Éditions du Rocher, Monaco, 1996.